# Bełżyce (gmina)
Bełżyce – gmina miejsko-wiejska w województwie lubelskim, w powiecie lubelskim. W latach 1975–1998 gmina położona była w województwie lubelskim.
Siedzibą władz gminy jest miasto Bełżyce.
Według danych z 30 czerwca 2010 gminę zamieszkiwało  13 790 osób. Natomiast według danych z 31 grudnia 2017 roku gminę zamieszkiwało 13 340 osób.
Za Królestwa Polskiego gmina należała do powiatu lubelskiego w guberni lubelskiej. 13 stycznia 1870 do gminy przyłączono pozbawione praw miejskich Bełżyce.

## Struktura powierzchni
Według danych z roku 2002 gmina Bełżyce ma obszar 133,85 km², w tym:
- użytki rolne: 85%
- użytki leśne: 9%

Gmina stanowi 7,97% powierzchni powiatu.

## Demografia

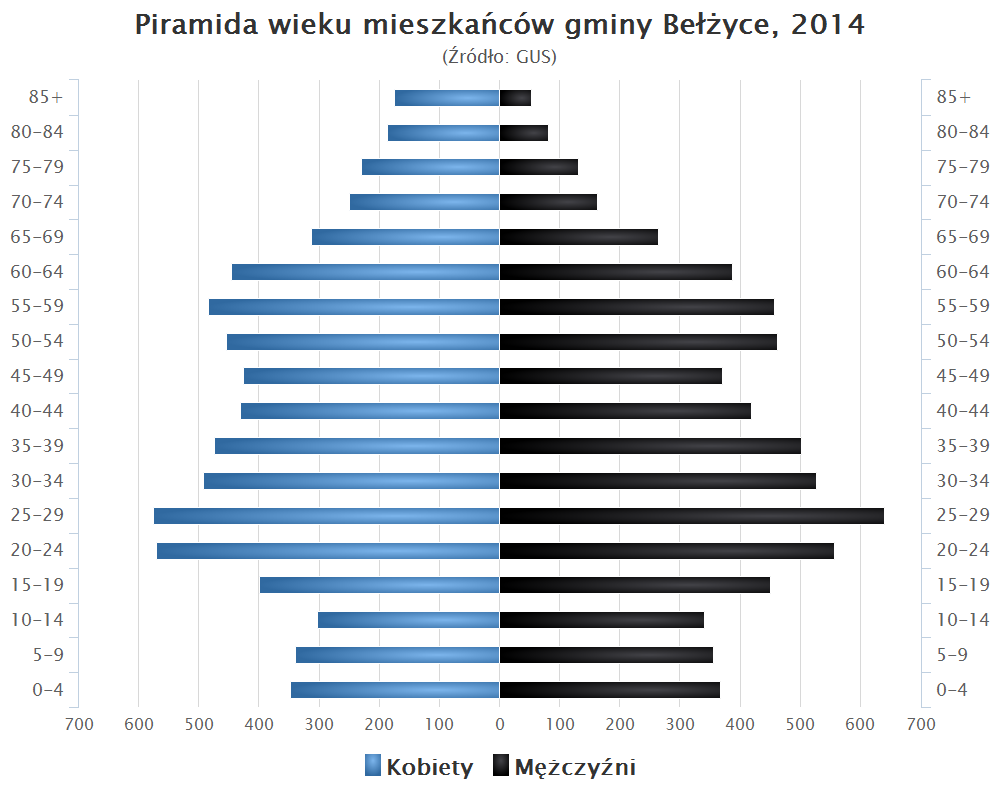
Piramida wieku mieszkańców gminy Bełżyce w 2014 roku

Dane z 30 czerwca 2004:
| Opis                              | Ogółem | Ogółem | Kobiety | Kobiety | Mężczyźni | Mężczyźni |
| --------------------------------- | ------ | ------ | ------- | ------- | --------- | --------- |
| jednostka                         | osób   | %      | osób    | %       | osób      | %         |
| populacja                         | 13 891 | 100    | 7137    | 51,4    | 6754      | 48,6      |
| gęstość zaludnienia (mieszk./km²) | 103,8  | 103,8  | 53,3    | 53,3    | 50,5      | 50,5      |

Dane z 30 czerwca 2010.:
| Opis                              | Ogółem | Ogółem | Kobiety | Kobiety | Mężczyźni | Mężczyźni |
| --------------------------------- | ------ | ------ | ------- | ------- | --------- | --------- |
| jednostka                         | osób   | %      | osób    | %       | osób      | %         |
| populacja                         | 13 790 | 100    | 7094    | 51,4    | 6696      | 48,6      |
| gęstość zaludnienia (mieszk./km²) | 103,0  | 103,0  | 52,9    | 52,9    | 50,0      | 50,0      |

## Sołectwa
Babin, Bełżyce, Bełżyce-Wzgórze, Bełżyce-Zastawie, Chmielnik, Chmielnik-Kolonia, Cuple, Jaroszewice, Kierz, Krężnica Okrągła, Malinowszczyzna, Płowizny, Podole, Skrzyniec-Kolonia, Stare Wierzchowiska, Wierzchowiska Dolne, Wierzchowiska Górne, Wojcieszyn, Wronów, Wymysłówka, Zagórze (sołectwa: Zagórze I i Zagórze II), Zalesie, Zosin.
Pozostałe miejscowości podstawoweDylążki, Matczyn, Skrzyniec, Krężnica Okrągła

## Sąsiednie gminy
Borzechów, Chodel, Konopnica, Niedrzwica Duża, Poniatowa, Wojciechów